# Cheng Yujie
Cheng Yujie (Jingdezhen, 22 de setembro de 2005) é uma nadadora chinesa.

## Carreira
Em 2022, no Campeonato Mundial em Budapeste, o revezamento 4 x 100 metros livre com Zhang Yufei, Zhu Menghui, Yang Junxuan e Cheng Yujie terminou em quarto lugar, quase três segundos depois do terceiro colocado. Cheng Yujie terminou em quinto lugar nos 100 metros livres. O revezamento medley misto 4 x 100 metros com Xu Jiayu, Yan Zibei, Zhang Yufei e Cheng Yujie ficou em sexto lugar. No final do ano, no Campeonato Mundial de Pista Curta em Melbourne, o revezamento 4 x 100 metros livre e o revezamento 4 x 200 metros livre ficaram em sexto lugar. O revezamento 4 x 50 metros livre ficou em quinto lugar.
Em 2023, no Campeonato Mundial em Fukuoka, o revezamento 4 x 100 metros livre com Zhang Yufei, Wu Qingfeng, Yang Junxuan e Cheng Yujie conquistou a medalha de bronze atrás dos australianos e da seleção norte-americana. Ai Yanhan e Zhu Menghui também receberam a medalha de bronze por seus esforços na bateria preliminar. Cheng Yujie ficou em quinto lugar nos 50 metros livres. A equipe de revezamento medley 4 x 100 metros composta por Wan Letian, Tang Qianting, Zhang Yufei e Cheng Yujie terminou em quarto lugar, 0,45 segundos atrás dos canadenses terceiros colocados. No revezamento medley misto 4 x 100 metros, Xu Jiayu, Yan Zibei, Wang Yuchun e Wu Qingfeng nadaram o quarto melhor tempo de liderança. Na final, Xu Jiayu, Qin Haiyang, Zhang Yufei e Cheng Yujie superaram o tempo de vantagem por quase quatro segundos e conquistaram o título mundial meio segundo à frente do quarteto australiano. Nos Jogos Asiáticos de Hangzhou, no outono de 2023, Cheng Yujie ficou em terceiro lugar nos 50 metros livres e nos 100 metros livres. Ela venceu o revezamento 4 x 100 metros livre e o revezamento 4 x 200 metros livre. Ela recebeu mais uma medalha de ouro por seus esforços na bateria preliminar do revezamento medley misto 4 x 100 metros. Apenas o revezamento 4 x 100 metros medley saiu de mãos vazias após uma desclassificação devido a uma largada prematura na corrida preliminar.
Nos Jogos Olímpicos de 2024 em Paris, a equipe de revezamento 4 x 100 metros livre com Cheng Yujie, Wu Qingfeng, Yu Yiting e Yang Junxuan estabeleceu o terceiro tempo mais rápido. Na final, Yang Junxuan, Cheng Yujie, Zhang Yufei e Wu Qingfeng estabeleceram um novo recorde asiático em 3h30,30 minutos e ficaram em terceiro, atrás dos australianos e da equipe de revezamento dos EUA.